# Калиновка (Хорошевский район)
Калиновка (укр. Калинівка) — село на Украине, основано в 1893 году, находится в Хорошевском районе Житомирской области.
Население по переписи 2001 года составляет 176 человек. Почтовый индекс — 12104. Телефонный код — 4145. Занимает площадь 0,999 км².

## Адрес местного совета
12132, Житомирская область, Хорошевский р-н, с. Поромовка, тел.: 63-2-31